# Bjarneyjar
Bjarneyjar es un grupo de unas diez islas situadas en la bahía de Breiðafjörður. Marcan la zona más meridional de las islas occidentales. 

## Historia
Durante el siglo XVIII, unto a la isla Stagley estuvieron densamente ocupadas. En 1703, desde allí se operaban cerca de 50 botes con 230 pescadores. Pero luego fueron abandonadas y en la actualidad están deshabitadas.

## En la cultura
Según la Saga de Laxdœla, allí se ahogó Thorkell Eyjolfsson, el último esposo de Guðrún Ósvífursdóttir.